# Christian Laettner
Christian Laettner (celým jménem Christian Donald Laettner * 17. srpna 1969) je bývalý americký profesionální basketbalista.
Laettner byl zařazen do Dream Teamu pro olympiádu v Barceloně v roce 1992 jako jediný hráč mimo NBA – spolu s tímto týmem získal zlatou olympijskou medaili. Je považován za jednoho z nejlepších hráčů amerických univerzitních soutěží všech dob.
Rokem 1992 začala jeho profesionální basketbalová kariéra v NBA, za 13 sezón vystřídal celkem šest týmů:
- 1992–1996: Minnesota Timberwolves
- 1996–1998: Atlanta Hawks
- 1999–2000: Detroit Pistons
- 2000–2001: Dallas Mavericks
- 2001–2004: Washington Wizards
- 2004–2005: Miami Heat

V rámci NBA patřil mezi kvalitní nadprůměrné hráče, ale nikdy se nedostal mezi absolutní špičku.
Se svými 211 centimetry patřil mezi typické podkošové hráče (centry).